# Постройки в Помпей
Вследствие изригването на Везувий през 79 година вулканична пепел е запечатала и запазила множество постройки в древноримския град Помпей.
Голяма част от града е заета от обикновени жилищни квартали, често с работилница или магазин към къщата. Привлекателността и славата си Помпей дължи най-вече на луксозните къщи на градския елит. Пред почти всички градски порти имало гробища, които всеки новопристигащ трябвало да прекоси. Колкото по-значим човек бил погребвания, толкова по-близо до града трябвало да бъде гробът му. Форумът се намира в средата на стария град в Помпей. На или близо до площада е имало пазари, служебни постойки, базилика, храм на капитолийската троица, първоначално посветен само на върховния римски бог Юпитер, храм на Аполон (най-старата постройка), статуи и триумфални арки.
В града има дорийски храм, за който се предполага, че е бил на Херкулес и Атина, и храмове, за които се счита, че са на Ескулап (Юпитер Мейлихио), Венера, Фортуна, Изида, а също и Хероон. Имало е и множество малки олтари, предимно по кръстовищата, които са функционирали като домашни религиозни центрове. Други обществени постройки в града са баните, двата театъра и амфитеатъра, термите, палестрите.

## Частни домове
Голяма част от града е заета от обикновени жилищни квартали, често с работилница или магазин към къщата. Привлекателността и славата си Помпей дължи най-вече на луксозните къщи на градския елит. Много от тези приличащи на палати домове са построени още по самнитско време и превъзхождали тогавашните римски къщи. Някои от домовете, като например Къщата на Фавна, имала площ от 3000 m2. Тези къщи можело да се сравняват с палатите на елинските владетели. Едва с римската експанзия през 2 век пр.н.е. жилищният лукс стигнал до римската столица.
Отличителен белег на тогавашните къщи бил стремежът да имат перистил или поне портикус. Начинът на строителството им бил строго определен. Така например стремежът бил вратите на стаите, които гледали към атриума, да са симетрични и да са разположени на равни разстояния. Многото врати означавали, че къщата е голяма, а собственикът ѝ е богат човек. Затова дори в малките къщи правели фалшиви врати в стените. Някои строителни техники били възприети от строителството на луксозните обществени сгради.
За разлика от тях обаче, при строежа на малките жилища нямало особено развитие. Много от тях били наредени в редица, било нормално да имат малко отворено дворче, без атриум. Вътрешният двор често се използвал за отглеждане на зеленчуци или дребни домашни животни като кокошки, евентуално прасе или овца. Археологичните находки от малките къщи са недостатъчни, най-вече заради малкия интерес, проявяван от археолозите, и грубите ранни разкопки, заличили много следи.

## Некрополи
Пред почти всички градски порти имало по-големи или по-малки гробища, които всеки новопристигащ трябвало да прекоси. По-големите гробища били при Ночеранската и Херкуланската порта. Колкото по-значим човек бил погребваният, толкова по-близо до града трябвало да бъде гробът му. Участък от около 30 метра от Помпей градският съвет запазил за почетните погребения.
Изглежда особено предпочитани са били местата пред Херкуланската порта. Тук гробовете са наредени много гъсто един до друг. Гробниците били място за възпоминание и израз на престиж и социална значимост.
За да се направи място за нова гробница, обикновено събаряли стара, поради което не са запазени много стари постройки. Има все пак няколко примера за опазени стари гробници на особено уважавани градски жители. Такава е кубичната постройка, където е положен Маркус Порциус (Marcus Porcius) – един от първите почетни граждани на новозаселената римска колония. За гробницата му се грижели над 100 години, макар да не е известно да е оставил наследници.
Редом с тази стара гробница в началото на имперския период са построени две нови сгради – гробниците на Аулус Веюс и на жрицата на Венера – Мамиа. Двете са изградени като полукръгли банки за сядане с изглед към морето и призовавали към оплакване на починалите. Пред Ночеранската порта родът на Еумахите издигнал особено голяма постройка, която служела на много поколения за мавзолей.
В следавгустовско време изглежда тази надпревара за по-големи и на по-централно място гробници най-после свършила. Парцелите придобили по-единен вид. Били ограничавани с ниски стени с кулички по ъглите. По средата имало постройка за урните. Най-важен бил гробният олтар, който бил украсяван богато и изработван от мрамор. Имало и надписи, които възхвалявали заслугите и благочестието на покойника. Докато в републиканските и августовските времена тук имало предимно гробници на градските благородници, то по-късно се появили такива и на освобожденци.
Гробниците често се използвали обаче не по предназначение – като тоалетни. От надписите по гробницата на Трималхио узнаваме, че той дори бил назначил пазач на гробницата си, за да предотврати такива прояви. Свидетелство за тази практика са и надписите на гробницата на Уртика пред стените на Помпей, които призовават хората да не се облекчават в нея (CIL IV 8899).

## Обществени постройки

### Форумът
Форумът се намира в средата на стария град в Помпей. Постройките му датират от различни времена и затова ансамбълът няма единен, хомогенен облик. В пред-римския период мястото вероятно е служело за пазар. По-късно площадът получава статут на място за събиране на населението. Приема се, че след изграждането на първия театър, там са се провеждали народни събрания. На северната страна площадът опира в двуетажен портикус, построяването на който започва през 100 г. пр.н.е. Има надпис на латински (но все още с оската дума за квестор), според който постройката е издигната преди тук да се установи римската колония. Застрояването на западната част на форума вероятно е станало върху по-раншни частни домове.

#### Macellum
В северозападния ъгъл се намирал помпейският мацелум (macellum – антична сграда за продажба на хранителни продукти, главно месо, риба и др., обикновено намираща се на форума). Постепенно форумът променял предназначението си. Вече не бил централният пазар на града, тази задача била поета от други пазари. Едно от тези места бил мацелумът. В началото на I век постройката била обновена изцяло, но при земетресението от 62 г. била силно засегната. В центъра на залата е локализирано място, използвано за култа към императора. В преходното помещение също имало култово място, посветено на бога на търговците Меркурий. В мацелума, на най-предните маси се търгувало с хранителни стоки, предимно риба и месо. Намерени са многобройни остатъци от кости и люспи. В tabernae в северната и източната страна са намерени останки от зеленчуци, житни храни и пекарски продукти. След засипването на Помпей, от култовото помещение в средата на западната страна, през дупка в стената са извадени част от намиращите се там статуи.
Площта южно от мацелума дълго време е била застроена не с обществени постройки, а с частни домове. Впоследствие тези богати къщи са използвани като представителни обществени постройки. До мацелума било учредено светилище, посветено на императорското семейство, а до светилището – малък храм на Genius Augusti (за което говори намерен там текст).

#### Сградата на Евмахия
Най-голяма и с най-богато украсена фасада е била т.нар. Сграда на Евмахия. Наречена е така по името на ктиторката на сградата, високопоставената жрица Евмахия. На два надписа тя и синът ѝ са посочени като ктитори на сградата, но не е посочено за какво е била предназначена тя. Предполага се, че основната част от постройката е съществувала още преди ктиторството на Евмахия и е принадлежала на богато помпейско семейство, използвало я като дом тук, на форума. Сградата била посветена на богинята Конкордия. Намерена е статуя, представяща символично Concordia Augusta. Заради статуя на Евмахия, подарена от производителите на вълна в града, първоначално погрешно е приемано, че сградата е служела за пазар на вълна. В по-ново време се смята, че е служела за пазар на роби или тържище. Възможно е също да е служела като зала, в която са се провеждали чествания на богинята Конкордия.

#### Служебни постройки
Изборната сграда е построена при създаването на римската колония. За функциите и предназначението на малката постройка днес можем само да гадаем. Първоначално постройката е била обозначавана като comitium, но се счита, че е твърде малка за провеждането на народни събрания в нея. Днес се счита, че е възможно тук да са се брояли гласовете при провежданите референдуми по важни въпроси.
В южната част на форума е имало три служебни сгради. Източната и средната постройка са от предримско време и изглежда са били построени едновременно с Базиликата или малко по-късно. Западната сграда е построена при превръщането на Помпей в римска колония. Вероятно сградите са три, защото управата на града се е състояла от три категории: квестори (по финансовите въпроси), едили (строителство, обществен ред) и duumviri iure dicundo, които са двамата най-уважавани служители на града. Възможно е също така сградите да са били предназначени за място за съхраняване на правни документи и заседателни зали за градския съвет.

#### Базилика
В югоизточната част на форума, с фасада, ориентирана към площада, се е издигала базиликата. Построена е (по приблизително едно и също време с храма на Юпитер) върху терен, на който преди това е имало частни домове. При стоежа на сградата за първи път в Помпей са употребени печени тухли в такива големи количества. За да бъде придаден по-представителен вид на сградата, тя е облицована, а облицовката – полирана. С фина мрежа релефни форми е постигнато имитиране на дялан камък. За какво е използвана Базиликата не е известно.

#### Пазарно хале
В североизточната част на площада, до мацелума, е имало второ пазарно хале. Най-вероятно тук се е търгувало с хранителни стоки и други предмети за ежедневна употреба. За изследователите било особено интересно откриването тук на дъбова маса за мерки за вместимост. Масата била от предримско време, тъй като по нея са открити надписи на оски. От времето на Октавиан Август е друг надпис, който описва реформите в мерителните единици, въведени от императора.

#### Статуи и триумфални арки
От всички страни във и извън портика са намерени постаментите на най-малко 25 статуи. Вече е невъзможно да се установи какви са били статуите. Големината на постаментите обаче позволява да се направят някои изводи – на форума са били изложени статуи на конници в естествен ръст, докато вътре в портика, пред колоните е имало стоящи статуи.
В южната част на форума е имало 10 статуи на конници, които по-късно са били заменени от три много големи ансамбъла от статуи. Според писмени свидетелства, в средата първоначално е имало конна статуя на Август. На другите два постамента вероятно е имало квадриги, които по принцип изобразяват императора като триумфатор. Друга голяма статуя на императора като конник е имало в средата на форума. В края на първото столетие вероятно е нямало повече място за нови статуи. По дължина са били разположени статуите на почетните жители на града, а по широчина – на членовете на царското семейство.
На южната страна на капитолиума от двете страни са били разположени триумфални арки; тази от тях, която е била в източния край, по-късно е разрушена, вероятно от земетресението през 62 г. Трета триумфална арка е била изградена в северната страна на източния край по времето на император Тиберий. Арките са обслужвали императорската пропаганда. От надписите по тибериевата арка обаче се разбира, че там е имало изображение не на самия император, а на негов приближен.

### Храмове и култови сгради

#### Капитол
Единствената сграда на форума бил построеният в северната му част храм на Капитолийската триада (capitolium). Първоначално храмът е бил посветен само на върховния римски бог Юпитер. Построен е в средата на II век пр. Хр. По това време римският Юпитер отнел на гръцкия Аполон първенството на върховен бог. С това Помпей много рано започва да подражава на Рим. Големината на храма надминавала тази на храмовете на Аполон, освен това бил издигнат на централно място, което подчертавало значимостта му. Архитектурата му също била по-близо до римските образци, отколкото до гръцките. Вероятно и интериорно е бил особено богат и украсен със статуи. В началото на I век пр. Хр. храмът вече е посветен на триадата Юпитер, Юнона и Минерва.
Храмът е сериозно увреден при земетресението от 62 г. пр. Хр. и след това много по-малкият храм на Jupiter Meilichios става главно седалище на поклонението пред Юпитер и Капитолийската триада. До изригването на Везувий все още се е работело по възстановяването на големия храм.

#### Храмът на Аполон
Храмът на Аполон бил най-старата постройка на форума. Намерени са следи, сочещи, че на неговото място е имало друга постройка, датирана към VI век пр. Хр. Самата сграда на храма е от II век пр. Хр. и е построена очевидно по римски образец. Това е интересно, защото по това време Помпей е бил съвсем слабо свързан с Рим и не е имало необходимост да показва проримска ориентация. Първоначално храмът на Аполон бил символ за влиянието на етруските върху града, тъй като той бил един от най-важните им богове и респективно храмът бил най-важното градско светилище. Дори и след изграждането на други светилища в града, култът към Аполон продължил да бъде сред най-обичаните. Тук са открити различни пожертвования от частни лица, както и бронзови статуи на Аполон и Диана. Пред храма е бил сложен слънчев часовник.

#### Триъгълният форум (Forum Triangulare):Храм Херкулес-МинерваиХероон
Улиците, водещи към някогашната градска стена на стария град, отвесният ръб на юг и по-късно изградените постройки на запад образуват на югозапад, извън стария град триъгълно формирование, наричано днес Forum Triangolare. Голяма част от терена била незастроена. Тук са били само Храмът Херкулес-Минерва, Хероонът и няколко малки постройки.
Храмът Херкулес-Минерва е вторият по старост (след храма на Аполон) в града. На негово място в по-ранни времена е имало дорийски храм. Заради местоположението си на ръба на платото храмът е можело да се вижда откъм морето. Новият храм имал (нещо необичайно в античността) нечетен брой колони на фасадната страна – седем. Това се приписва на факта, че храмът е бил посветен на два бога. В корпуса на храма е имало две разделени култови места. Заради изображенията по покрива се смята, че почитаните богове са били Минерва и Херкулес. Датирани са към 300 пр.н.е. По тази причина се счита, че именно тогава храмът е бил изцяло ремонтиран. Съмненията, че едно от божествата в храма е било Минерва са потвърдени от по-късни разкрити надписи.
В края на II век пр. Хр. е изграден малък кладенец, а над него – малък кръгъл храм (Monopteros). Оски надпис указва, че храмът е бил дарение от един meddix (нещо като кмет на града). Предполага се, че кладенецът е бил използван като оракул. По същото време са издигнати и две колонади – едната на запад, втората на изток и една монументална порта на север.
Между Храма Херкулес-Минерва и Monopteros в ранните години на римската колония (след 80 г.) е изграден Хероон – четириъгълен участък, в който са почитали Херкулес като герой.
През периода на императорите са правени малки допълнения към комплекса – полукръгла пейка с изглед към морето, слънчев часовник и статуя на Марк Клавдий Марцел (племенник на Август) на висок постамент, поставена там от градския съвет.

#### Храмове наИзидаиЕскулап
Култът към Изида е бил въведен в Помпей през второто столетие пр. Хр. Богинята е била почитана най-вече от обикновеното градско население. Докато ктитори на другите храмове са били богати и стари фамилии, то издръжката и даренията за храма на Изида били от хора с обикновен произход. Популярността на култа към Изида се доказва от факта, че след земетресението от 62 г. той е бил от обществените постройки, които били възстановени изключително бързо. Когато храмът е открит през 60-те години на XVIII век (една от първите открити постройки в Помпей), обществеността е изненадана да научи за наличието на източен култ в Италия и в Европа се развива истинска мания по Египет.
Храмът на Изида, наричан също Iseum, е бил построен в края на второто столение пр. Хр. на централно място, в директно съседство с театъра, и е една от първите сгради в Италия от този вид. Въпреки че култът е бил чуждоземен, храмът бил уреден по римски образец. По-късно към храма са добавяни странични помещения. Тук почитали не само Изида, но и Серапис, Харпократ и Анубис. Край задната стена на портика били издигнати статуи на Изида, Венера, Бакхус. В югоизточния ъгъл на перистила имало параклис, в чийто под е издълбан резервоар, където се съхранявала вода от свещената река Нил.
План и изгледи от храма на Изида Архив на оригинала от 2007-09-27 в Wayback Machine.
Източно от храма на Изида имало друг малък храм на чуждестранните богове. Първоначално археолозите мислели, че са открили храм на Зевс. След като открили статуите в светилището обаче разбрали, че това трябва да е бил храм на Ескулап и Салус. Храмът бил изграден в началото на първото столетие, вероятно по времето на основаването на римската колония и по инициатива на новите заселници. Тъй като е било проблем да се намери свободно място за храма, той бил построен между по-стари къщи. Многобройни олтари и култови предмени показват, че това е бил особено почитан култ, на който са се покланяли обаче по-бедните слоеве на населението.

#### Храм на Венера
Създаването на храма на Венера се отнася към 80 г. пр. Хр., по времето на основаването на римската колония. Големият храм бил изграден в стария град, между базиликата и Пристанищната порта (Porta Marina). От първия строеж не е запазено много, тъй като при земетресението пострадал много. По времето на изригването на Везувий храмът все още бил възстановяван, затова липсва мраморната му облицовка.
Издигането на храм на богинята Венера е показателно, защото Венера била личната богиня пазителка на завоевателя Сула – това се отразило не само на строежа на храмове, но и в новото име на колонията – Colonia Cornelia Veneria Pompeianorum. Венера станала новата богиня пазителка на града. Същевременно почитането на Венера стъпвало и върху по-ранното почитане на Venus Fisica – богинята закрилница на договорите. С това може да се обясни необичайното изобразяване на Венера с дълга туника, мантия, диадема и скиптър.

#### Храм на Фортуна
В северната част на форума, на най-престижното кръстовище, водещо към него – на улиците Via di Mercurio и Via della Fortuna, бил изграден храм на Фортуна. Строежът му е бил по почти едно и също време с изграждането на постройките, обслужващи култа към императора. Ктитор на храма Fortuna Augusta бил Марк Тулий (Marcus Tullius). Храмът е издигнат в стила на старите италиански храмове върху висок подиум. Така постройката доминира над сградите около нея.
Култът към Фортуна бил практикуван най-вече от робите и освобожденците. Меркурий също бил почитан тук (както и в мацелума).

#### Олтари в града
При разкопките са намерени множество малки олтари, предимно на кръстовищата. Често те представлявали само грубо иззидани каменни цокли или култови ниши или дори просто стенописни изображения по фасадите на домовете. Функционирали като малки домашни религиозни центрове, в които се почитали най-вече lares compitales – домашните духове „лари“.
В някои части на града подобни олтари липсват, а за този факт има множество обяснения. Така например при началните разкопки подобни олтари не били документирани или били документирани съвсем откъслечно. От друга страна много от фреските днес са изгубени. На запазените фрески са изобразени жертвени сцени или сцени с процесии. И до днес тези олтари не са добре документирани.

### Терми и спортни съоръжения

#### Стабианските терми
В продължение на дълги години е водена дискусията за възникването на най-старите терми в града. Някои изследователи ги отнасят към 5-ото или дори 6-ото столетие пр. Хр. Запазена е обаче само една инсталация със седяща вана. Тъй като се намира извън ранната градска стена, може да се отнесе едва към III век пр. Хр. Едва много поколения по-късно тук е построена голяма баня.
Банята е имала благоприятното положение на кръстовището на улиците Via dell'Abbondanza и Via Stabiana. От входа откъм Via Stabiana се влизало в съблекалните. Следващото голямо помещение бил т.нар. apodyterium с ниши, в които се съхранявали облеклата. Оттук се влизало в топлата баня – tepidarium. Следвала горещата баня – caldarium или по избор на посетителя – т.нар. laconicum (парна баня). Помещенията били необичайно големи, а в тепидариума имало голяма лежаща вана.
В първите години от установяването на римската колония банята била ремонтирана и достроена с обществени пари. Тогава били изградени destrictarium и парна баня, в която посетителите можели да се почистят с масла и пясък. При по-късни достроявания лаконикумът бил преустроен във frigidarium (баня със студена вода). Освен това от западната страна бил построен голям басейн.
Банята била оборудвана и украсена богато, а при изригването на Везувий ремонтът след земетресението от 62 г. още продължавал. При преустройството били направени още два входа – от север и от юг. В североизточната част била женската баня. Тя била по-малка и имала само един tepidarium и един caldarium. Въпреки това жените трябвало да плащат двойна входна такса.

#### Термите при форума
Термите при форума били на север от него. Надписите, разказващи за общественото им финансиране, са датирани към 70 г. пр. Хр. Термите се издържали от това, че на северната, западната и южната им стени имало работилници и магазини, а вторият етаж бил използван за жилище.
Първоначално имало само мъжко отделение, а женската баня била построена по-късно и била по-малка. Палестрата (помещение за възстановяване и почивка) към термите била много малка. Затова се счита, че тези терми са били посещавани предимно от по-възрастни мъже, които водели делата си на форума.
Термите при форума били единствените, които били възстановени бързо след земетресението от 62 г. и през 79 г. вече функционирали.

#### Термите в предградието
Непосредствено до града, при пристанищната порта на запад, през късните императорски времена били изградени нови терми. Били построени съгласно най-модерните тогава технологии и предлагали последните нововъведения. Особено интересен бил големият прозорец, предлагащ изглед към морето.
Днес тези терми са прочути най-вече с еротичните си фрески. Дълго разпространяваното мнение, че термите били използвани за проституция обаче е необосновано. Счита се, че е много по-вероятно стенописите в помещението за преобличане да са замислени да помагат на хората да се ориентират къде са собствените им дрехи. Според някои изследователи фреските илюстрират известни по това време произведения като „Изкуството на любовта“ (Ars amatoria) на Овидий.
Термите в предградието са силно увредени от иманяри. Открити са от Маюри, но са археологически научно обработени и реконструирани едва в периода 1987 – 1992 г.

#### Други терми
Относително на централно място, на кръстовището на няколко важни улици, сред които Via Stabiana и Via di Nola, след земетресението от 62 г. са построени нови терми – Централните терми. При изригването на Везувий през 70 г. те още се строят. Все пак може да се разбере, че архитектурата е по римски образец.
Републиканските терми били от най-старите в града, от предримско време. Били разположени срещу самнитската палестра. Приема се, че тези терми се използвали най-вече от тамошните спортисти. 

Термите се състояли от две отделни части. По-голямата имала парна баня и най-вероятно е мъжката баня. По-малките терми вероятно са добавени по времето на император Октавиан Август.

#### Триъгълният форум(Forum Triangolare)
За Forum Triangolare вече стана дума при описанието на храма Херкулес-Минерва и Heroon-а. Заедно с използването му като сакрален център на града, свободният терен, предлаган от форума, бил използван като спортна площадка от младежите и младите мъже. Целта била обучението им за реакция при евентуално нападение срещу града.
За това как е използвано пространството днес можем само да гадаем, но се смята, че в предримско и ранно римско време форумът е бил използван за спортно-военно обучение на младите мъже в града. С изграждането на стена на източната страна на площада, на 5 метра от портика, се получила спортна площадка. Приема се, че стената е била ограничение на писта за бягане. В северния край на стената имало чешма за освежаване и статуя на племенника на Август – Марцел. До смъртта си Марцел бил патрон на града и като такъв бил пример за подражание и предводител на градската младеж.

#### Самнитската палестра
На североизток Триъгълният форум граничи с т.нар. Самнитска палестра. Свързани са с проход така, че от палестрата, която е вид спортна площадка, е имало достъп до пистата за бягане.
Постройката е идентифицирана като палестра с откриването на надпис, в който се споменават vereiia – стара, предримска дума за млади мъже, които се обучават. Според надписа ктитор на сградата бил Vibius Atranus. Говори се също така за връзката с републиканските терми, които нямали собствена палестра и за важността ѝ като спортно съоръжение.
Последните реконструкции били направени през императорския период. На тясната западна страна е имало пет колони, на двете дълги страни – по осем колони, а източната страна била оставена отворена. В по-ранни времена палестрата продължавала на изток, но трябвало да отстъпи от площта си за изграждането на храма на Изида. В западната част има три помещения, които служели за преобличане.
В сградата е открито копие на Дорифорос (Doryphoros) – прочута статуя на копиехвъргач. Пред постамента на статуята имало олтар, което показва, че на това място са се извършвали и религиозни обреди.

#### Голямата палестра (Кампус)
През римско време спортните площадки на Триъгълния форум и Самнитската палестра загубили значението си, както и военно-спортната подготовка като цяло. От времето на император Август физическите упражнения се приемали като чисто развлечение, особено за младежите от заможни семейства. За да се отговори на новата мода, близо до голямо свободно пространство западно от амфитеатъра била построена огромна палестра. Площта била ограничена от отворен към амфитеатъра трикрил портикус. Към амфитеатъра за ограничение служела обикновена стена с три прохода. Пред портиците растели сенчести дървета, а в центъра на съоръжението имало голям басейн. Нямало писта за бягане и помещения за преобличане. Имало е обаче помещение, посветено на култа към императора.
През императорския период било забранено на гладиаторите да влизат в града с остри оръжия. Те тренирали южно от театъра, в непосредствена близост до Триъгълния форум. Първоначално този терен принадлежал на театъра и бил ограден с огромен портикус. В прилежащите постройки археолозите открили различни премети, принадлежали на гладиатори.

### Театър

#### Големият театър
През II век пр. Хр. (самнитския период) в южния край на платото от лава, източно от Forum Triangolare, бил издигнат голям театър. Типично за гръцката архитектура, склонът на хълма бил използван за стъпаловидното разполагане на редовете. От първоначалната постройка днес не са се запазили значими останки поради многобройните промени. Постройката отговаряла на гръцките традиции в тази област – имало голямо кръгло пространство (оркестър) пред сцената, а местата били разположени в полукръг. Едва след множество преустройства театърът придобил традиционен римски вид. Така например сцената била издигната. Околовръстният коридор, който поддържа горното ниво, и „кутиите“ над страничните входове са допълнени през епохата на Август; така театърът вече побирал около 5000 зрители. По августовско време била издигната покривна конструкция над сцената (scaenae), изградена нова фасада на сцената и тя е облицована с мрамор. След земетресението от 62 г. фасадата отново е променена, като са направени множество ниши и колони. Същевременно мястото за хора е намалено.
Друга важна придобивка за театъра било построяването на почетни ложи. От тях сцената не се виждала добре, но очевидно за намиращите се в ложите е било по-важно те самите да бъдат видени, отколкото да наблюдават представлението. Ложите били предназначени за градските магистрати и меценати. Повечето от подобренията в театъра се дължат на Marcus Holconius Rufus и сина му Marcus Holconius Celer, които били членове на една от най-богатите и значими фамилии в града. Marcus Rufus дори бил отличен с почетното звание bisellium.

#### Малкият театър (Odeion,Theatrum tectum)
Известният от надписите под името teatrum tectum („покрит театър“) малък театър се намира южно от големия театър и бил построен през първите години на римската власт, около 80 г. пр. Хр. Както свидетелстват намерените надписи, той е бил оборудван с покрив, способен да осигури отлична акустика; предполага се, поради тънките стени и правоъгълния план (полукръг, вписан в квадрат), че покритието е било дървено. Побирал е около 1500 души.
За строежа, по поръчение на градския съвет, отговаряли служителите Marcus Porcius и Quinctius Valgus, които не били местни хора. Не използвали класическата форма за театрална сграда – полукръг, а направили сградата квадратна, с което постройката напомняла на гръцкия Одеон. Планът е много подобен на този на Големия театър, различава само по формата на оркестъра, който не е кръгъл, а с форма на подкова. Подът на оркестъра е много красив, от малки парчета разноцветен мрамор с различна форма, дарени в епохата на Август от Marco Oculatio Vero, както съобщава бронзов епитаф. Украсите са много елегантни. Балюстрадите, които разделят различните части на аудиторията, са украсени с крилати лъвски лапи. Смята се, че Малкият театър е бил използван за музикални изпълнения, които изискват по-малко и покрито пространство, за да се избегне разсейването на звука. Противниците на тази теза смятат, че едва ли бивши войници, каквито са били новозаселилите се ветерани, са били склонни към такива развлечения. Според тях, говорещите латински са били все още малцинство в града и затова са се нуждаели от собствен театър, тъй като Големият театър бил използван от оски-говорещото местно население. Счита се също, че Малкият театър бил използван като място за събиране на населението при обсъждането на важни за града въпроси.

#### Амфитеатър
Почти по същото време, през което е построен Малкият театър, е издигнат и амфитеатърът. Това е бил първият амфитеатър и е разполагал с 20 000 места. За строежът му отговаряли същите двама служители, построили и Teatrum tectum. Постройката била разположена в югоизточния край на града. Бил толкова висок, че се издигал над градската стена и бил първото нещо, което посетителите на града виждали. Така и чужди граждани се ориентирали лесно и го посещавали. Трябва да се отчете, че по това време строителите и архитектите не са имали опит с подобен тип постройки и не са разполагали с техниката, използвана по-късно при строежа на Колизеума в Рим например. Дори стълбите към зрителските места не били интегрирани в конструкцията, а положени отгоре.
В надпис постройката е определена като spectacula. Колко бил важен Амфитиатърът и колко много означавали за жителите на града гладиаторските игри в него личи от многобройните графити, пръснати из града. Феновете на различните гладиатори изразявали отношението си с драсканици по стените от типа: Никанор победи! (Corpus Inscriptionum Latinarum IV 3950); Спикулус от гладиаторската трупа на Нерон, новобранец, победи: освобожденеца Аптонетус, с 16 битки, загина (CIL IV 1474). Навсякъде из града са пръснати и обяви за игрите.